# La Cirera (Cabanelles)
La Cirera és una masia situada al municipi de Cabanelles, a la comarca catalana de l'Alt Empordà.
Es troba a l'oest del Puig del Suro.